# JBuilder
JBuilder egy Java-s integrált fejlesztői környezet (IDE) , a Borland-tól, majd később a CodeGear-től. A Codegear-t végül felvásárolta az Embarcadero Technologies 2008-ban.
JBuilder fő versenytársai a következők: Eclipse Foundation-től az (Eclipse), JetBrains (IntelliJ IDEA), és Oracle (JDeveloper és NetBeans). Az Oracle JDeveloper első verziói a Borland JBuilder licenselt kódján alapultak, de később ezt nulláról újraírták.

## Verziók
| Név              | Év   | Kiadás                                                                                                |
| ---------------- | ---- | --- |
| JBuilder 1       | 1997 | Client/Server, Professional, Standard                                                                 |
| JBuilder 2       | 1998 | Client/Server, Professional, Standard                                                                 |
| JBuilder 3       | 1999 | |
| JBuilder 4       | 2000 | |
| JBuilder 5       | 2001 | |
| JBuilder 6       | 2001 | |
| JBuilder 7       | 2002 | Enterprise, Standard (SE), Personal; updated (code patches) to at least Update 3                      |
| JBuilder 8       | 2002 | Enterprise, Standard (SE), Personal; updated to at least the first one: JBuilder 8 Update             |
| JBuilder 9       | 2003 | Enterprise, Standard (SE), Personal; updated to at least Update 2                                     |
| JBuilder X       | 2003 | Enterprise, Developer, Foundation; updated to at least Update 3                                       |
| JBuilder 2005    | 2004 | Enterprise, Developer, Foundation; updated to at least Update 4                                       |
| JBuilder 2006    | 2005 | Enterprise, Developer, Foundation                                                                     |
| JBuilder 2007    | 2006 | User interface and features changed much from prior versions, first version redone to work on Eclipse |
| JBuilder 2007 R2 | 2007 | Enterprise, Standard (SE), Turbo                                                                      |
| JBuilder 2008    | 2008 | Enterprise, Professional, Turbo                                                                       |
| JBuilder 2008 R2 | 2009 | Enterprise, Professional, Turbo                                                                       |